# 杰米·李·拉特雷
杰米·李·拉特雷（英語：Jamie Lee Rattray，1992年9月30日—），加拿大女子冰球运动员，场上位置是前锋。她曾代表加拿大国家队参加2022年冬季奥林匹克运动会冰球比赛，获得一枚金牌。